# Perroy (Vaud)
Pour les articles homonymes, voir Perroy.
Perroy est une commune suisse du canton de Vaud, située dans le district de Nyon.
Il s'agit d'une commune lacustre située sur la rive droite du Léman.

## Géographie

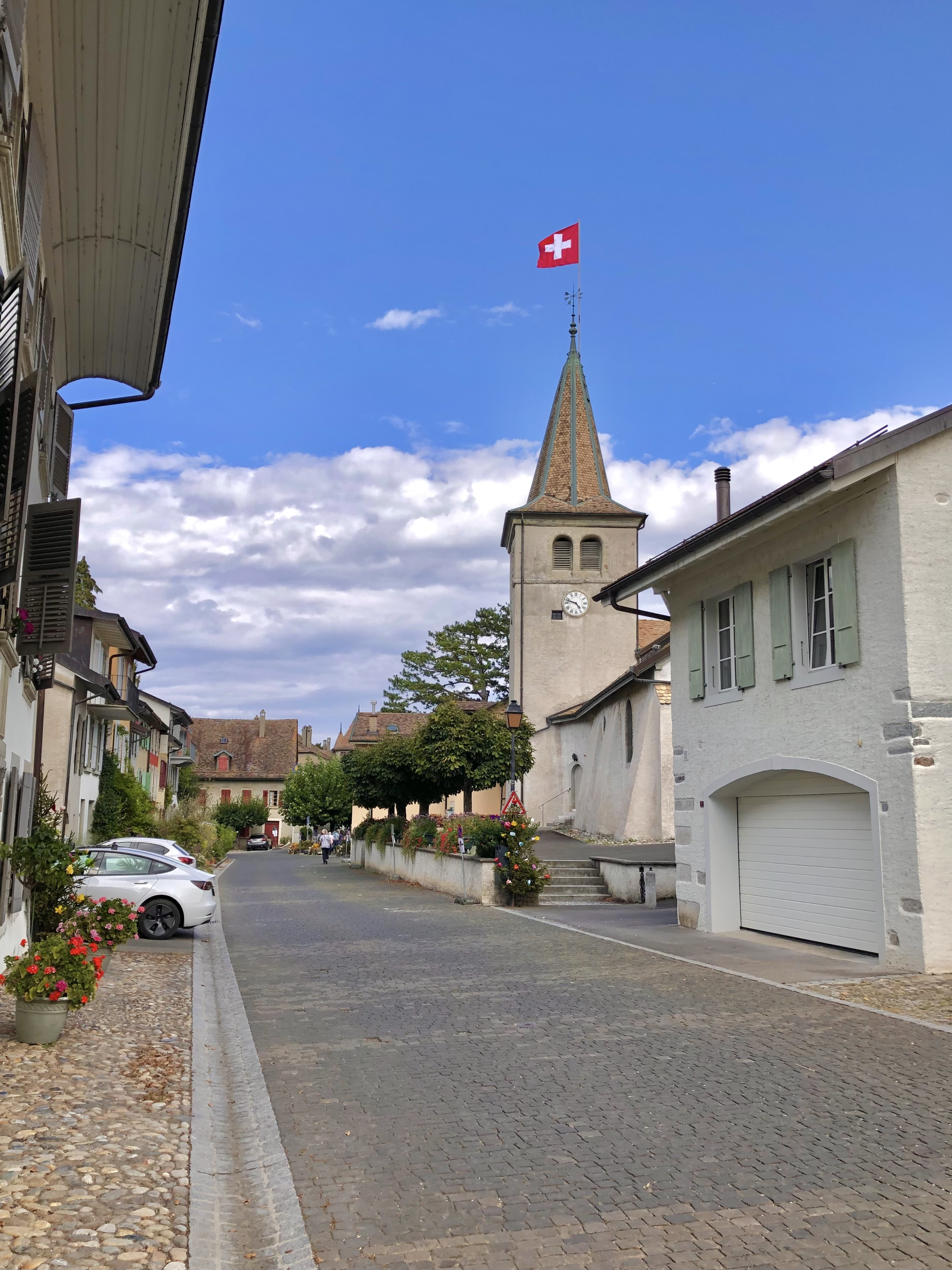
La Grand-Rue.

Perroy se situe au bord du Lac Léman, dans la région viticole de La Côte. C'est une commune viticole de 140 ha qui se situe sur les aires de production Perroy, Mont-sur-Rolle et Féchy, appellation La Côte.

## Histoire

Photo aérienne (1959).

La première mention de Perroy date du 14 avril 910. À cette date, le Rodolphe II de Bourgogne confirme, par écrit, que le « Domaine de Pirrhois » appartient à son neveu. Par la suite, le village devient une dépendance de l'abbaye de Saint-Maurice d'Agaune.
Au milieu du Xe siècle, des moines bénédictin dépendant de l'abbaye Saint-Philibert de Tournus, viennent s'établir à Perroy, Ceux-ci défrichent les coteaux, y plantent de la vigne et y construisent, entre 1132 et 1172, le Prieuré. Lors de la Réforme, le prieuré est sécularisé et ses biens sont vendus à la famille de Senarclens.

## Population

### Gentilé et surnom
Les habitants de la commune se nomment les Perrolans.
Ils sont surnommés les Bourla-çatset (les brûle-sachets en patois vaudois),.

## Lieux d'intérêt

### Bâtiments
| Bâtiment              | Date de Construction | Photographie | Histoire brève | Protection                                                            | Localisation                                   |
| --------------------- | -------------------- | ------------ | --- | --------------------------------------------------------------------- | ---------------------------------------------- |
| Prieuré               | 1132-1172            |              | Tombé au rang de simple domaine rural à la fin du Moyen Âge, il est sécularisé à la Réforme. Le biens du Prieuré sont acquis en 1548 par Claude et Louis de Senarclens. L’ancienne maison des moines devient « maison de maître », accompagnée de dépendances rurales et d’une maison de vigneron. La bâtiment passe ensuite, par mariage, à la famille Chandieu qui le conserva jusqu’à la Révolution. En 1812, il est vendu à Benjamin Bégoz, jusqu’à ce que la famille Bégue, qui l’a reçu en héritage, le vende à la commune le 11 avril 1914 qui, la même année, y installe l’école et son administration. | monument historique depuis 1902                                       | Le Prieuré 5 46° 28′ 02″ N, 6° 21′ 57″ E       |
| Église                | 1132                 |              | L'église est utilisée dès le XIIe siècle par des Bénédictins (voir Prieuré) mais sert aussi d’église paroissiale. Importants travaux vers la fin du XVe siècle au chœur et au clocher, tandis que la nef néoclassique a été transformée vers 1830. | Monument historique depuis 1902.                                      | Grand-Rue 23 46° 28′ 03″ N, 6° 21′ 56″ E       |
| Cure                  | 1688                 |              | Cette maison de maître est acquise en 1833 par l’État de Vaud pour l’usage du pasteur. Aménagements par l'architecte Henri Perregaux. | Inventaire cantonal du patrimoine depuis 1990.                        | Grand-Rue 56                                   |
| Château               | 1459                 |              | « Maison haute » attestée en 1459. Propriété, dès 1723, du général bernois Charles Hackbrett qui procède à diverses transformations. Puis Louis-Bernard-Rodolphe May fait reconstruire la ferme du château vers 1790. En 1802, les Bourla-Papey brûlent une partie des archives. | Inscrit à l'inventaire cantonal du patrimoine depuis 1990.            | 46° 28′ 04″ N, 6° 22′ 03″ E                    |
| Villa « La Gordanne » | XIXe siècle          |              | Maison cylindrique néoclassique du tout début du XIXe siècle. Domaine à cheval sur les communes de Féchy, Allaman et Perroy. | Monument historique depuis 1964. Bien culturel d'importance nationale | Route de Cheneté 6 46° 28′ 02″ N, 6° 22′ 38″ E |

- Maisons villageoises. Perroy compte toute une série d’intéressantes demeures particulières, notamment, Grand-Rue 12 (façade construite vers 1822), Grand-Rue 14-16 (façade vers 1825), Grand-Rue 18-20 (vestiges médiévaux), Grand-Rue 30 (imposante demeure dont l’histoire remonte au Moyen Âge), Grand-Rue 32 (dès la fin du XVIe siècle maison de la famille de Morsier, façade 1699)[3].
- Le Domaine de Malessert. Ancien domaine appartenant au prieuré bénédictin de Bursins, dépendant lui-même de l'abbatiale de Romainmôtier. Lors de la conquête du Pays de Vaud par les Bernois, en 1536, ce bien d'église est confisqué. L’avoyer bernois Hans Franz Nägeli acquiert Malessert en 1542, puis en 1567 le domaine passe par mariage à la famille de Watteville. Importantes transformations vers 1744. Les Bourla-Papey, en 1802, brûlent une grande partie des archives. En 1872, l'ensemble passe à Edouard Frossard de Saugy, dont les descendants sont toujours sur place[3]. Inscrit à l'inventaire cantonal du patrimoine en 1990[11].
- La Maison « La Couronnette ». Maison et grange dans les vignes, propriété, vers la fin du XVIIIe siècle, de la famille de La Harpe. Domaine acquis en 1821 par l’entrepreneur et architecte Jean-Samuel Noblet, qui agrandit la maison en 1828 lui donnant sa façade néoclassique[3]. Protection générale 2002[12].

## Jumelages
La commune est jumelée à deux autres communes.
- Châteauneuf-de-Gadagne, France (depuis 1982)
- Zofingue, Suisse (depuis 1982)